# GeoMundo
GeoMundo es un programa de televisión producido por TV Perú. El programa se basa en análisis informativo mundial. El programa también se transmite en TV Perú Noticias.

## Historia

### TV Perú mundo
El programa fue creado en el 2012, como un programa informativo del mundo, conducido por Paola Pejoves y los analistas Farid Kahhat, José Carlos Yrigoyen y Alonso Rabí.
Posteriormente en el año 2016, decidieron hacer un intercambio de periodistas. Paola Pejoves conduciría TV Perú Noticias y Josefina Townsend conduciría TV Perú mundo. El motivo fue enfocarse en las noticias de la exministra de la mujer Anel Townsend. 
El programa dejó de emitirse el miércoles 27 de diciembre de 2017, cuando los periodistas Hugo Coya, Josefina Townsend y los analistas Farid Kahhat, José Carlos Yrigoyen y Alonso Rabí, renunciaron al IRTP.

### GeoMundo
El programa se lanzó al aire el 7 de septiembre de 2020, con el regreso del periodista Farid Kahhat. En diciembre de 2020 Francisco Belaúnde asume la conducción.

## Conductores

### Periodistas
- Paola Pejoves (2012 - 2016)
- Josefina Townsend (2016 - 2017)

### Analistas
- Francisco Belaúnde (2020 - presente)[3]
- Farid Kahhat (2012 - 2017, 2020)
- José Carlos Yrigoyen (2012-2017)
- Alonso Rabí (2012-2017)